# Ekaterina Zaharieva
Ekaterina Spasova Gheceva-Zaharieva (în bulgară Екатерина Спасова Гечева-Захариева; n. 8 august 1975, Pazardjik, Republica Populară Bulgaria) este o politiciană bulgară, care a ocupat funcția de ministru de externe al Bulgariei începând cu 4 mai 2017. A fost vicepremier interimar și ministru pentru dezvoltare regională din 2013.

## Copilărie și educație
Zaharieva s-a născut în Pazardjik în 1975. A devenit fluentă limba germană la liceul său local, iar apoi a urmat cursurile Universității din Plovdiv, unde a absolvit dreptul. Ulterior, a urmat și cursurile de master în drept.

## Carieră

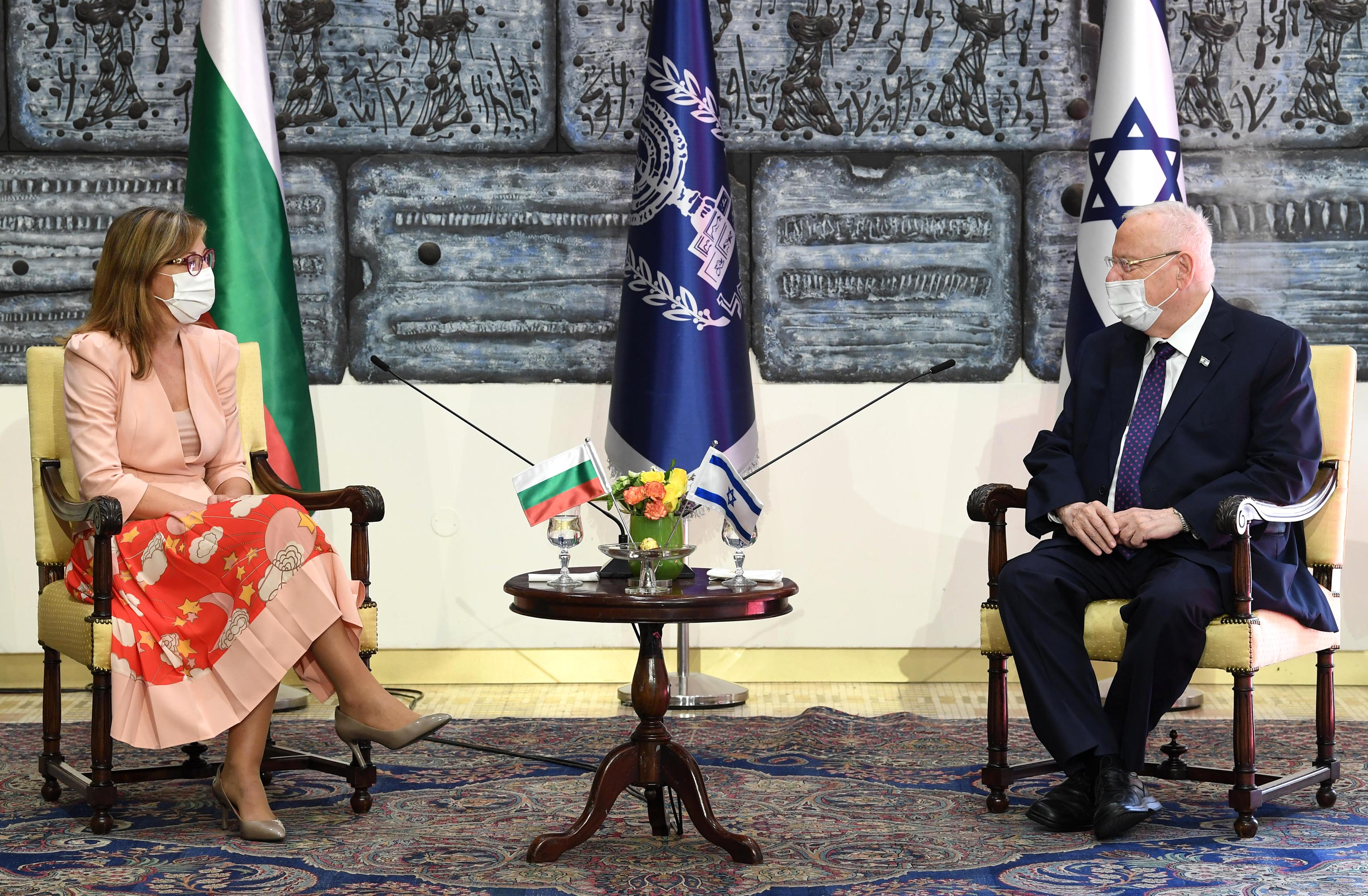
Reuven Rivlin, președintele Israelului, și Ekaterina Zaharieva, noiembrie 2020

Zaharieva a lucrat ca avocat până în 2003. După aceea a devenit consilier juridic în Ministerul Mediului și Apelor. Ulterior a devenit directorul serviciilor juridice, administrative și de reglementare în 2007.
A intrat în politică în 2009, când a devenit vice-ministru al dezvoltării regionale sub Rosen Plevneliev. Când Plevneliev a devenit președinte al Bulgariei, acesta a ales-o pe Zaharieva pentru funcția de viceprim-ministru din martie până în mai în 2013. Ea a fost vicepremier interimar în cabinetul lui Marin Raykov.
În 2013, Zaharieva a devenit ministru al dezvoltării regionale. Începând cu 18 decembrie 2015, a ocupat funcția de ministru al justiției, până pe 27 ianuarie 2017. După aceea, a devenit ministru al afacerilor externe al Bulgariei pe 4 mai 2017. După pierderea alegerilor din 2021, funcția a fost preluată de Svetlan Stoev.